# Vende Ernő
Vende Ernő, születési nevén Hirschler Áron (Pápa, 1861. november 28. – Budapest, 1933. november 27.) író, műfordító, pedagógus, Vende Aladár (1856–1927) újságíró, lapszerkesztő testvére.

## Élete
Hirschler Lipót és Fleischmann Sarolta fiaként született. Tanulmányait a Pannonhalmi Szent Benedekrend Pápai Kisgimnáziumában (1871–1877), majd a Pápai Reformált Főiskolán végezte. Két évig a Budapesti Tudományegyetem Jog- és Államtudományi Karán tanult, majd a Bölcsészettudományi Kar hallgatója lett. Itteni tanulmányai végeztével a Bécsi Egyetemre ment, ahol német irodalmi és műtörténelmi előadásokat hallgatott. 1890-ben letette a tanári alapvizsgát és a következő évtől a Kegyes-tanítórendek vezetése alatt álló Pozsonyszentgyörgyi Római Katolikus Gimnázium helyettes tanára lett, s magyar, latin és német nyelvet tanított. 1894-től 1900-ig a budapesti Rőser-féle kereskedelmi iskolánál helyezkedett el mint helyettes. 1900-ban magyar és német nyelvből oklevelet szerzett. Ugyanezen év szeptemberétől a Lőcsei Magyar Királyi Állami Főreáliskolában nyert alkalmazást mint rendes tanár. Hatévi felvidéki tartózkodás után kinevezték a Pécsi Állami Főreáliskola tanárává. Mintegy negyedszázadon keresztül oktatott Pécsett.
A Farkasréti temetőben helyezték végső nyugalomra.

## Családja
Felesége Kaiser Renée (Renáta) volt.
Gyermekei:
- Vende Aladár (1895–1897)
- Vende János (1898–?) orvos
- Vende Lili, férjezett Dormuth Istvánné

## Munkái
- A beteg Henrik. Költői beszély, Hartmann von Aue-től, középfelnémetből ford. és Az Armer Heinrich a világirodalomban. Budapest, 1893. (Előbb a szent-györgyi főgymnasium 1893. Értesítőjében. Ism. Egyet. Philol. Közlöny.).
- Szemléleti képek a magyar irodalomtörténet tanításához. Budapest, 1904. (Ism. Tanáregylet Közlönye.).
- A szavalás művészete. Pécs, 1907. (Ism. M. Paedagogia, Tanáregylet Közlönye 1908).
- Rákóczi versek. II. Rákóczi Ferenczről szóló költemények. Összeállította és bevezetéssel ellátta. Budapest, év n. (M. Könyvtár 462-463.)